# 1979 en science-fiction
| Années de la science-fiction : 1976 - 1977 - 1978 - 1979 - 1980 - 1981 - 1982    |
| Décennies de la science-fiction : 1940 - 1950 - 1960 - 1970 - 1980 - 1990 - 2000 |

L'année 1979 a été marquée, en matière de science-fiction, par les événements suivants.

## Naissances et décès

### Naissances
- 14 mars : Mathieu Fortin, écrivain québécois.
- 5 mai : Catherynne M. Valente, écrivain américaine.
- 12 juin : Dmitri Gloukhovski, écrivain russe.

### Décès
- 8 juillet : Tommaso Landolfi, écrivain italien, mort à 70 ans.
- 16 octobre : René Brantonne, illustrateur et dessinateur de bande dessinée français, mort à 76 ans.
- 10 décembre : Peter Randa, écrivain belge, mort à 68 ans.

## Prix

### Prix Hugo
- Roman : Le Serpent du rêve (Dreamsnake) par Vonda McIntyre
- Roman court : Les Yeux de la nuit (The Persistence of Vision) par John Varley
- Nouvelle longue : Hunter's Moon par Poul Anderson
- Nouvelle courte : Cassandre (Cassandra) par C. J. Cherryh
- Film ou série : Superman, réalisé par Richard Donner
- Éditeur professionnel : Ben Bova
- Artiste professionnel : Vincent DiFate
- Magazine amateur : Science Fiction Review (Richard E. Geis, éd.)
- Écrivain amateur : Bob Shaw
- Artiste amateur : William Rotsler
- Prix Campbell : Stephen R. Donaldson
- Prix Gandalf (grand maître) : Ursula K. Le Guin
- Prix Gandalf (livre de fantasy) : Le Dragon blanc (The White Dragon) de Anne McCaffrey

### Prix Nebula
- Roman : Les Fontaines du paradis (The Fountains of Paradise) par Arthur C. Clarke
- Roman court : Enemy Mine par Barry Longyear
- Nouvelle longue : Les Rois des sables (Sandkings) par George R. R. Martin
- Nouvelle courte : giAnts par Edward Bryant
- Grand maître : L. Sprague de Camp

### Prix Locus
- Roman : Le Serpent du rêve (Dreamsnake) par Vonda McIntyre
- Roman court : Les Yeux de la nuit (The Persistence of Vision) par John Varley
- Nouvelle longue : Barbie tuerie (The Barbie Murders) par John Varley
- Nouvelle courte : Écoute l'horloge sonner le temps (Count the Clock that Tells the Time) par Harlan Ellison
- Recueil de nouvelles d'un auteur unique : Persistance de la vision (The Persistence of Vision) par John Varley
- Anthologie : The Best Science Fiction of the Year #7 par Terry Carr, éd.
- Livre de référence : The Way the Future Was par Frederik Pohl
- Livre d'art ou illustré : Tomorrow and Beyond par Ian Summers, éd.
- Magazine : The Magazine of Fantasy & Science Fiction
- Artiste : Boris Vallejo

### Prix British Science Fiction
- Roman : Le Rêveur illimité (The Unlimited Dream Company) par James Graham Ballard
- Fiction courte : Et j’erre solitaire et pâle (Palely Loitering) par Christopher Priest

### Prix E. E. Smith Memorial
- Lauréat : David Gerrold

### Prix Seiun
- Roman japonais : Shōmetsu no kourin par Taku Mayumura

### Prix Apollo
- La Grande Porte (Gateway) par Frederik Pohl

### Grand prix de l'Imaginaire
- Roman francophone : La Maison du cygne par Yves et Ada Rémy
- Nouvelle francophone : Funnyway par Serge Brussolo

### Graoully d'or
- Roman français : non décerné
- Roman étranger : Substance Mort (A Scanner Darkly) par Philip K. Dick

## Parutions littéraires

### Romans
Classement par ordre alphabétique des noms des auteurs.
- Le Guide du Voyageur Galactique par Douglas Adams.
- Liens de sang par Octavia E. Butler.
- S.O.S. Léonard de Vinci par Philippe Ébly.

### Recueils de nouvelles et anthologies
- Les Galaxiales (tome 2) par Michel Demuth.
- Univers 19 : anthologie de six nouvelles de science-fiction sélectionnées par Jacques Sadoul.

### Bandes dessinées
- Début de publication de Gigantik, série de bandes dessinées de science-fiction, qui sera arrêtée en 1984.

## Sorties audiovisuelles

### Films
- Le Trou noir par Gary Nelson.
- Alien - Le huitième passager par Ridley Scott.
- Buck Rogers in the 25th Century par Daniel Haller.
- C'était demain par Nicholas Meyer.
- The Clonus Horror par Robert S. Fiveson.
- La Mort en direct par Bertrand Tavernier.
- Mad Max par George Miller.
- Quintet par Robert Altman.
- Star Trek par Robert Wise.
- Stalker par Andreï Tarkovski.

### Téléfilms
- Captain America par Rod Holcomb.
- Captain America 2 par Ivan Nagy.